# Glee: The Music Presents the Warblers
Glee: The Music Presents the Warblers är ett soundtrack från den amerikanska television serien Glee. Albumet innehåller låtar från säsong två som framförs av "The Dalton Academy Warblers", en acapella glee-klubb.

## Tracklista
| Nr  | Titel                  | Längd |
| --- | ---------------------- | ----- |
| 1.  | Teenage Dream          | 3:40  |
| 2.  | Hey, Soul Sister       | 3:40  |
| 3.  | Bills, Bills, Bills    | 3:00  |
| 4.  | Silly Love Songs       | 3:50  |
| 5.  | When I Get You Alone   | 2:32  |
| 6.  | Animal                 | 3:11  |
| 7.  | Misery                 | 3:08  |
| 8.  | Blackbird              | 2:20  |
| 9.  | Candles                | 2:51  |
| 10. | Raise Your Glass       | 3:18  |
| 11. | Somewhere Only We Know | 3:04  |
| 12. | What Kind of Fool      | 4:08  |
| 13. | Do Ya Think I'm Sexy?  | 3:00  |